# Eurípedes Fernandes
Eurípedes Fernandes, mais conhecido como Piter (Igarapava, 24 de abril de 1940 – Ribeirão Preto, 4 de fevereiro de 2022) foi um futebolista brasileiro, que atuou entre os anos 1950 e 70, e ganhou destaque por ser um dos maiores marcadores de Pelé.

## Biografia

### Nascimento e infância
Piter nasceu em 24 de abril de 1940, numa casa da Usina Junqueira, em Igarapava, interior paulista. Na infância, gordo como qualquer criança criada na roça, ganhou o apelido de Pipa, que mais tarde seria transformado em Piter. Aos 13 anos já jogava como quarto-zagueiro no time da fazenda. Dois anos depois defendia as cores do Sport Igarapava.

### O começo da carreira como profissional
Em 1956, numa partida contra o América, em São José do Rio Preto, o técnico do Diabo, João Avelino, ficou impressionado com o vigor físico de Piter, e convenceu seu pai, José Fernandes, a deixar que ele fosse levado para Rio Preto. "Só se ele for agora. É até bom, porque já está querendo namorar sério", falou o pai do jovem Piter para Avelino, que não perdeu tempo e profissionalizou o jogador.
Foram quatro anos defendendo o time do América de Rio Preto, antes da transferência para o Comercial, em 1960. 
No Leão do Norte, o Rocha Negra viveria épocas memoráveis, fazendo parte de times históricos do Comercial, como o formado por Rosan, Piter, Jorge, Piloto, Amauri e Ferreira; Peixinho, Luiz, Paulo Bim, Jair Bala e Carlos César, que em 1966 ganhou o apelido de Rolo Compressor.

### O auge da carreira
O bom futebol que o forte zagueiro Piter tinha, transforma-lo-ía em um dos destaques do Comercial, durante os anos 1960.
O primeiro Come-Fogo disputado por Piter foi no dia 8 de Novembro de 1961, no estádio Luiz Pereira, na Vila Tibério, e terminou empatado sem gols. Naquele dia o Comercial jogou com Cabeção; Antoninho, Savério e Toninho; Airton (Hugo) e Piter; Luís, Valter Marinho, Almeida, Carlos César (Airton) e Édson.
Em 1963, Piter defendeu a Seleção Paulista num jogo contra a Seleção Carioca, no Estádio do Maracanã, no Rio de Janeiro. O Rocha Negra entrou em campo aos 12 minutos do primeiro tempo, após Djalma Santos se contundir, e ficou com a difícil missão de se atentar às investidas do ponta-esquerda Zagallo. Piter ia se saindo bem, até que em mais um lance típico de Garrincha, o gênio das pernas tortas, o Mané saiu fazendo fila até chegar no zagueiro comercialino, já na linha de fundo. Quando Piter pensou em fazer algo já era tarde. Com um giro de corpo, Garrincha se livrou de mais um e foi para as redes. O jogo terminou empatado em 3–3.
Ainda em 1963, devido às boas atuações, Piter foi convocado para a Seleção Brasileira de Novos, que disputou a Copa América daquele ano,  na Bolívia, substituindo a Seleção Principal, que ainda vivia as glórias de ter conquistado o Bi mundial no Chile em 1962. Piter, que foi zagueiro reserva daquela Seleção de Novos, não chegou a entrar em campo em nenhuma das seis partidas do Brasil. O time brasileiro terminou aquela competição em quarto lugar, e os donos da casa, aproveitando a vantagem do frio e da altitude, foram os campeões.
Ao longo dos 13 anos em que defendeu o Comercial, Piter viveu muitas histórias dentro dos mais de 20 clássicos Come-Fogo que disputou. Entre essas "lendas", destaca-se uma em particular, de um jogo disputado em 1966, quando ele se posicionou na barreira para uma cobrança de falta de Carlucci, do Botafogo. Quando Carlucci bateu a falta, Piter descobriu porque ele era conhecido por todos como o "Canhão da Vila" (Canhão em referência ao seu potente chute, e Vila em referência ao bairro da Vila Tibério, onde o Botafogo foi fundado). No encontro do Rocha Negra com a bola, a bola levou a melhor e Piter teve três dentes quebrados na hora.
Ainda em 1966, numa partida contra o Santos, na Vila Belmiro, o Comercial, que tinha um time forte naquela época, vencia o Peixe por 2–0. Tudo ía bem até que Pelé resolveu sair driblando todo mundo ainda em sua intermediária. O último homem de marcação no meio-campo comercialino era Amauri, que viu o Rei passar batido. Sobrou para Piter, que o foi marcando de longe, levando a jogada para a bandeirinha de escanteio. Piter, então, calculou bem e deu um carrinho, mas passou lotado, acertando, e quebrando mesmo, a bandeirinha, e depois, ficando preso no alambrado. Quando se virou, só teve tempo de ver Pelé socando o ar, comemorando o gol como sempre, bem ao seu lado. No final, o Santos virou a partida e venceu por 3–2.
Nos anos seguintes, de tanta marcação cerrada em Pelé, o próprio "Rei do Futebol" tentou levá-lo para o Santos, mas Mário Ricci, presidente do Comercial, na época, não deixou.

### Encerrando a carreira
Em 1973, após 13 anos de glórias no Comercial, Piter se transferiu para o Atlético Goianiense, onde jogou por mais 3 anos, até encerrar a carreira, em 1976.

### Depois do fim da carreira
Após encerrar a carreira no futebol goiano, em 1976, Piter voltou para Ribeirão Preto.
Trabalhou oito anos como taxista, mas o homem que tinha o poder de parar o melhor jogador do mundo se viu ameaçado por um outro tipo de ataque. Desistiu dessa profissão quando encostaram um revólver em sua cabeça, numa tentativa de assalto. 
Após largar a profissão de taxista, trabalhou como monitor das escolinhas de futebol da Prefeitura Municipal de Ribeirão Preto. 
Na Vila Virgínia apostou em um menino magro e alto, chamado Fernandinho. Apresentou o garoto tanto ao Comercial, quanto ao Botafogo, mas nenhuma das duas equipes quiseram integrá-lo às suas categorias de base. Depois de passar pelo Londrina, do Paraná, o menino Fernandinho se destacou no meio-campo do Atlético Paranaense, e hoje atua no futebol da Ucrânia.

### Homenagens
- Homenagem pessoal

Em julho de 2008, a torcida uniformizada do Comercial homenageou o jogador, ao criar uma bandeira chamada Rocha Negra, para ser levada aos jogos do Leão. A bandeira traz a pintura do busto de Piter. A estréia da bandeira Rocha Negra aconteceu no dia 19 de Julho de 2008, durante um Come-Fogo realizado no Estádio Santa Cruz, que terminou em 1–0 para o Botafogo.
- Homenagem ao time de 1964

No dia 15 de outubro de 2008 o Comercial fez uma homenagem a todo elenco de 1964, considerado um dos melhores elencos da história do clube. 
No Estádio Palma Travassos, o Leão do Norte entrou em campo para enfrentar o Juventus, em partida válida pela 2ª Fase da Copa Paulista de 2008, usando um uniforme novo, cujos detalhes eram inspirados no uniforme utilizado pelo clube em 1964, quando o time viveu uma de suas melhores fases, com grandes jogadores como Paulo Bin, Carlos César, e o próprio Piter.
Para completar a festa, dois dos craques daquele time de 1964, Piter e Paulo Bin, foram convidados a entrar em campo com os jogadores do atual elenco comercialino.
A partida terminou empatada em 2–2.
- Reencontro com o Pelé

Piter se reencontrou com Pelé em 2014, quando o Rei do Futebol visitou a AGRISHOW, em Ribeirão Preto.

### Morte
Piter morreu aos 81 anos, depois de ficar hospitalizado em Ribeirão Preto, cidade que passou a residir ao fim da carreira de jogador. Ele esteve internado, antes da morte, devido a uma parada cardíaca. Ele teve complicações decorrentes do Mal de Alzheimer.

## Títulos e conquistas na Seleção Brasileira
- Seleção Brasileira de Novos

4º Lugar - Copa América: 1963

## Títulos
Comercial FC
- Campeonato Paulista do Interior: 1966
- Troféu Deputado João Mendonça Falcão: 1962
- Quadrangular Interestadual Cidade de Goiânia: 1965
- Torneio José Ermirio de Moraes Filho: 1973
- Copa Ribeirão Preto de 1965, 1967
- Troféu Marechal Castelo Branco: 1970

América de Rio Preto
- Campeonato Paulista da Série A2: 1957
- Torneio Início: 1958
- Torneio da Fraternidade: 1957
- Torneio José Feliciano Ferreira: 1959

Atlético Goianiense
- Torneio Goiás-Pará: 1973